# نمایش مورمور ۳
نمایش مورمور ۳ (انگلیسی: Creepshow 3) فیلمی در ژانر ترسناک است که در سال ۲۰۰۶ منتشر شد. از بازیگران آن می‌توان به کریس آلن اشاره کرد.